# Michelle Nunn

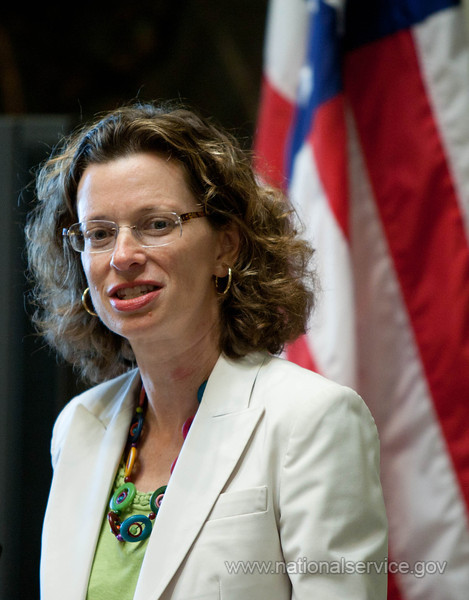
Michelle Nunn (2012)

Michelle Nunn (* 16. November 1966 in Perry, Georgia) ist eine US-amerikanische NGO-Geschäftsführerin und Politikerin der Demokraten. Sie war Kandidatin bei der Wahl 2014 um die Nachfolge von Saxby Chambliss im Senat der Vereinigten Staaten.

## Familie, Ausbildung und Beruf
Michelle Nunn stammt aus einer politisch engagierten Familie; ihr Vater Sam Nunn war für die Demokraten 24 Jahre lang zentristischer US-Senator für den Bundesstaat Georgia und zuletzt 2008 als US-Vizepräsidentschaftskandidat im Gespräch, ihre Mutter Colleen Ann O’Brien arbeitete für US-Bundesbehörden und Geheimdienste. Michelle Nunn absolvierte die University of Virginia mit dem Bachelorgrad in Geschichte und Religionswissenschaft und mit Studienaufenthalten in Oxford und Indien und war dort Mitglied der Phi-Beta-Kappa-Verbindung. Ihren Master of Public Administration (in öffentlicher Verwaltung) erhielt sie an der John F. Kennedy School of Government der Harvard University.
Zusammen mit elf weiteren Aktivisten gründete Michelle Nunn nach ihrem Studium 1989 die Initiative HandsOn Atlanta, die ehrenamtliche Freiwilligenarbeit initiierte und koordinierte und schnell wuchs. 2007 vereinigte sich die inzwischen US-weit operierende Organisation mit der 1990 durch US-Präsident George H. W. Bush gegründeten Freiwilligeninitiative Points of Light unter diesem Namen; Michelle Nunn übernahm die Geschäftsführung dieser weltweit größten Organisation des Ehrenamts, die sie bis 2013 innehatte. Unter mehreren Auszeichnungen wurde sie sechsmal in Folge (zuletzt 2012) in die Power & Influence Top 50 der Zeitschrift Nonprofit Times aufgenommen.
Nunn ist seit 2001 mit dem früheren Immobilienmakler Ron Martin verheiratet. Mit ihren zwei Kindern leben sie in Atlanta.

## Politik
Vor der Wahl zum US-Senat 2004 in Georgia war sie bereits als Kandidatin im Gespräch, lehnte aber aus familiären Gründen ab.
Am 22. Juli 2013 gab Michelle Nunn ihre Kandidatur für den US-Senat in der parteiinternen Vorwahl der Demokraten um den bisher vom Republikaner Saxby Chambliss gehaltenen Sitz Georgias bekannt. Das Ausscheiden des Mandatsinhabers eröffnete trotz der strukturellen Dominanz der Republikaner in Georgia für die Demokraten in einem für sie generell schwierigen Umfeld eine Möglichkeit, bei der Wahl 2014 einen Sitz im US-Senat dazuzugewinnen. Als Vorzüge ihrer Kandidatur galten ihre familiäre Herkunft (dank der langjährigen parteiübergreifend geschätzten Arbeit ihres Vaters im US-Senat und seiner Verbindungen zu potenziellen Geldgebern) und ihre Distanz zur Partei- und Tagespolitik (bisher ohne politisches Amt und mit guten Verbindungen zur Familie Bush), als Nachteil ihre Unerfahrenheit auf der politischen Bühne. Als Themen hob Michelle Nunn – wie es für Demokraten in republikanischem Umfeld üblich ist – Wirtschaftsförderung und Haushaltsdisziplin hervor. Ihre Kandidatur wurde dem Trend zur Dynastienbildung in der Politik der Vereinigten Staaten zugeschrieben. Der Wahlkampf war der teuerste in der Geschichte Georgias.
Im Wahlkampf bezog Nunn moderate Positionen. Sie sprach sich für die Pipeline Keystone XL, gegen die vom Kabinett Obama vorgeschlagenen Einsparungen im Rüstungsetat und gegen eine bundeseinheitliche Regelung der gleichgeschlechtlichen Ehe aus. Obwohl viele Umfragen Nunn Kopf an Kopf oder in Führung sahen, verlor Nunn mit 45 zu 53 Prozent der Wählerstimmen ohne die erwartete Stichwahl gegen den Republikaner David Perdue.
Nach ihrer Niederlage kehrte Nunn in die Freiwilligenarbeit zurück. Seit Juli 2015 ist sie Vorsitzende der Hilfsorganisation CARE USA mit Sitz in Atlanta, Georgia. Über ihre Rückkehr in die Politik wurde vor der Senatswahl in Georgia 2016 und 2020 spekuliert.